# Burg Strasburg (Kulmerland)
Die Burg Strasburg (auch: Straßburg) ist die Ruine einer Ordensburg des Deutschen Ordens im damals westpreußischen Strasburg, heute Brodnica in Polen.

## Geschichte
Die Burg wurde von 1285 bis 1339 von dem Deutschen Orden erbaut, um den Flussübergang über die Drewenz bewachen zu können und damit die Sicherheit der Stadt zu gewährleisten, die als der „Schlüssel und das Tor zu Preußen“ galt.
Die Burg Strasburg hatte eine beinahe quadratische Form mit einer Seitenlänge von 45 m. An zwei Seiten war sie durch eine Vorburg gesichert. Der Burghof war von verschiedenen Gebäuden umringt, darunter ein Turm von 62 m Höhe. Ab dem Jahr 1331 war sie Ordensmeistersitz.
Im Dreizehnjährigen Krieg wurde die Burg – wahrscheinlich 1462 – von Truppen des Preußischen Bundes erobert. Infolge des Zweiten Friedens von Thorn fiel sie an den „Ständestaat Preußen Königlichen Anteils“. Ab 1481 war sie polnischer Landratssitz. Während des Brandes 1550 wurde die Burg sehr beschädigt. Während des Einfalls der Schweden wurde sie zerstört.
Nach 1785 wurden Bauelemente abgetragen, mit der Ausnahme des Turms, der 1842 restauriert wurde. Heute ist der Turm bekannt als das höchste gotische Bauwerk östlich der Weichsel und ein vielbesuchter Aussichtsturm. In den 1970er Jahren wurde ein Teil des Kellergewölbes restauriert, in dem sich heute Ausstellungsräume des Brodnica Museums befinden.
Die ursprüngliche Vierflügelanlage der Kernburg Straßburg um einen quadratischen Hof entspricht den Ordensburgen Heilsberg, Mewe, Marienwerder, Gollub sowie Marienburg ("Hochschloß"=Kernburg der Marienburg).

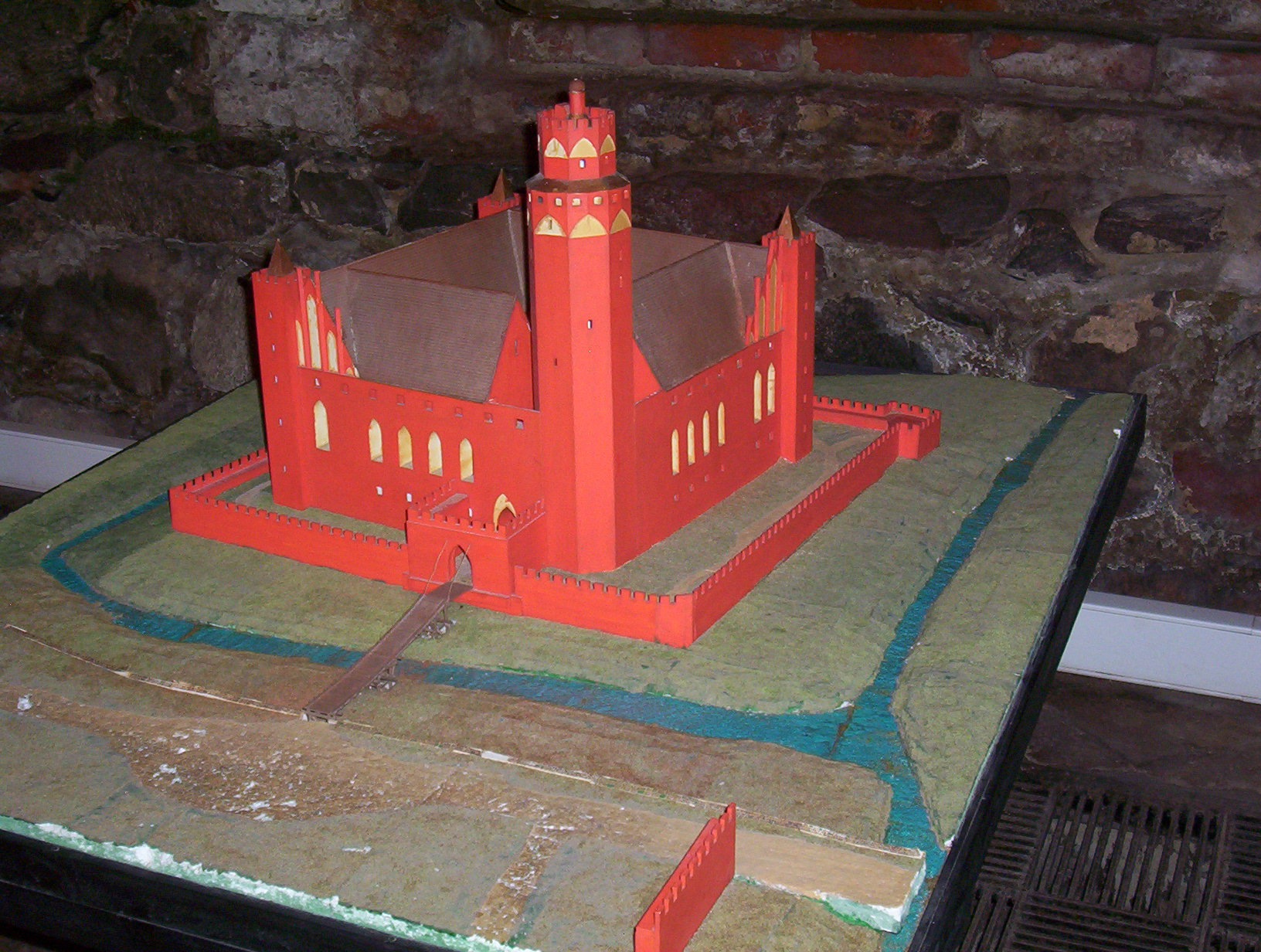
Schlossmodell
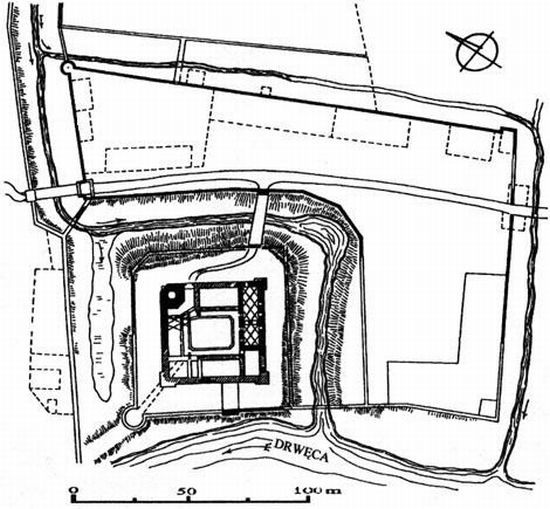
Grundriss
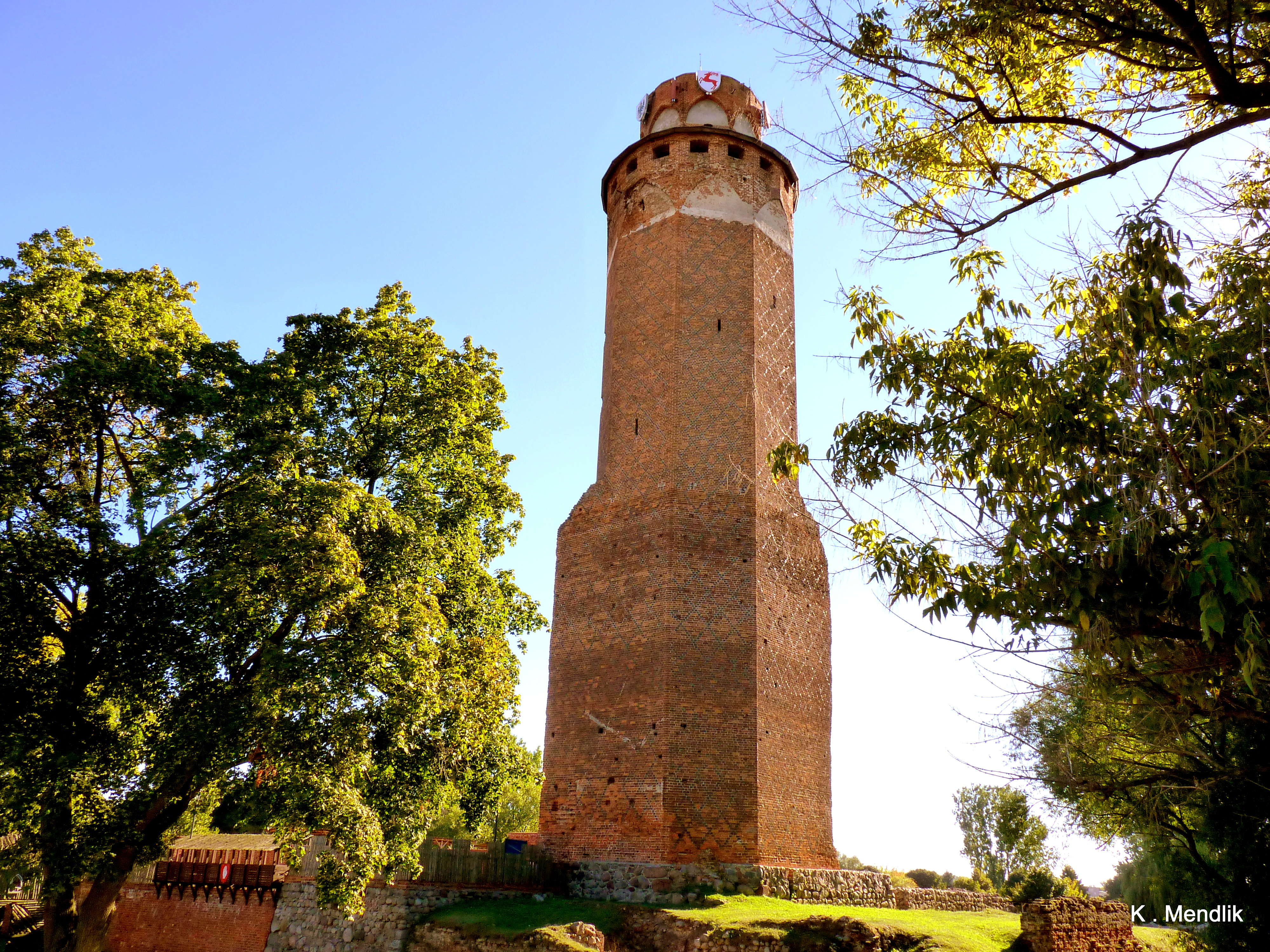
Achteckiger Burgturm, oft als Bergfried betitelt
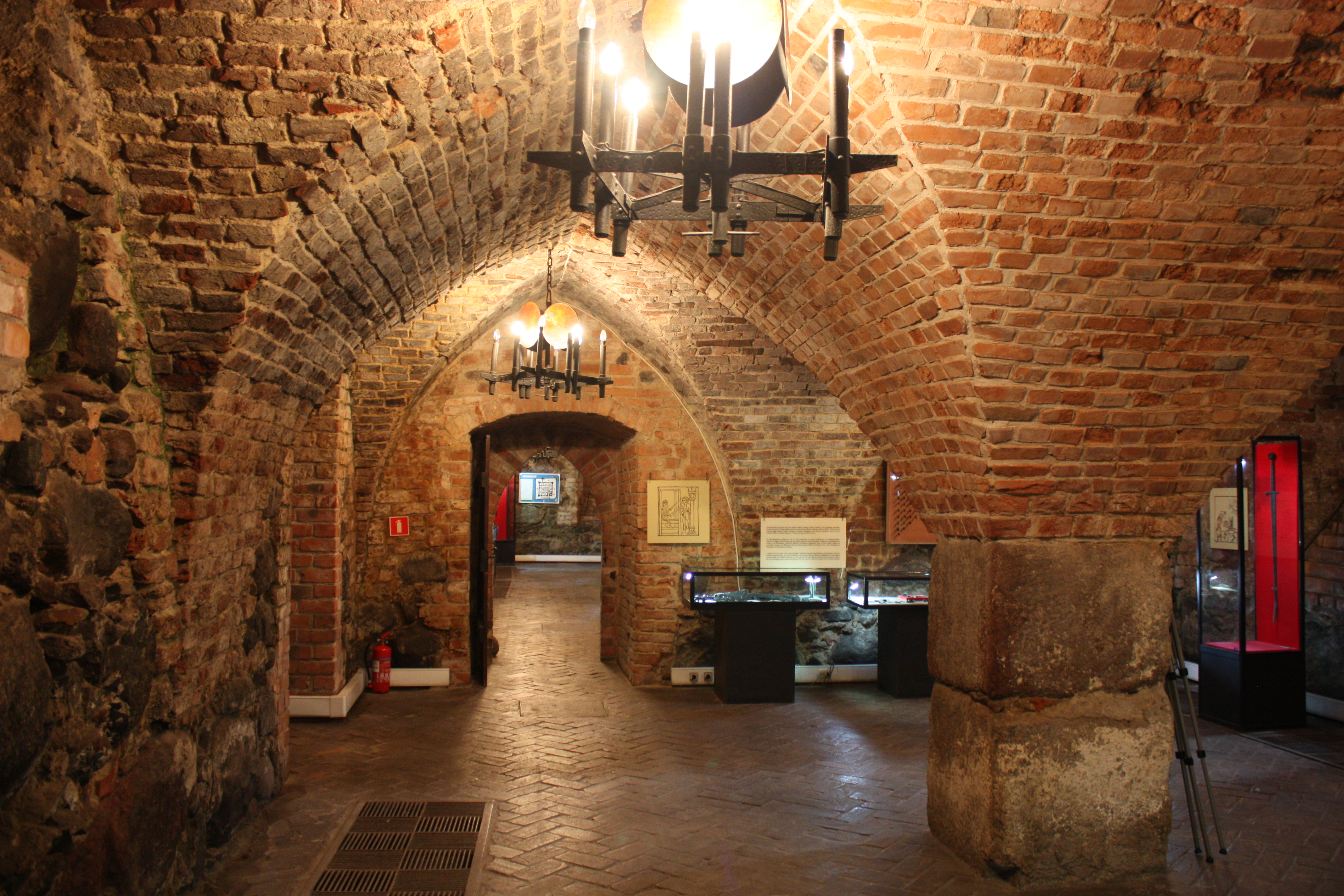
Schlosskeller